# Design d'ethnofiction
 (février 2024).
La mise en forme du texte ne suit pas les recommandations de Wikipédia : il faut le « wikifier ».
Les points d'amélioration suivants sont les cas les plus fréquents :
- Les titres sont pré-formatés par le logiciel. Ils ne sont ni en capitales, ni en gras.
- Le texte ne doit pas être écrit en capitales (les noms de famille non plus), ni en gras, ni en italique, ni en « petit »…
- Le gras n'est utilisé que pour surligner le titre de l'article dans l'introduction, une seule fois.
- L'italique est rarement utilisé : mots en langue étrangère, titres d'œuvres, noms de bateaux, etc.
- Les citations ne sont pas en italique mais en corps de texte normal. Elles sont entourées par des guillemets français : « et ».
- Les listes à puces sont à éviter, des paragraphes rédigés étant largement préférés. Les tableaux sont à réserver à la présentation de données structurées (résultats, etc.).
- Les appels de note de bas de page (petits chiffres en exposant, introduits par l'outil «  Source ») sont à placer entre la fin de phrase et le point final[comme ça].
- Les liens internes (vers d'autres articles de Wikipédia) sont à choisir avec parcimonie. Créez des liens vers des articles approfondissant le sujet. Les termes génériques sans rapport avec le sujet sont à éviter, ainsi que les répétitions de liens vers un même terme.
- Les liens externes sont à placer uniquement dans une section « Liens externes », à la fin de l'article. Ces liens sont à choisir avec parcimonie suivant les règles définies. Si un lien sert de source à l'article, son insertion dans le texte est à faire par les notes de bas de page.
- La présentation des références doit suivre les conventions bibliographiques. Il est recommandé d'utiliser les modèles {{Ouvrage}}, {{Chapitre}}, {{Article}}, {{Lien web}} et/ou {{Bibliographie}}. Le mode d'édition visuel peut mettre en forme automatiquement les références.
- Insérer une infobox (cadre d'informations à droite) n'est pas obligatoire pour parachever la mise en page.

Pour une aide détaillée, merci de consulter Aide:Wikification.
Si vous pensez que ces points ont été résolus, vous pouvez retirer ce bandeau et améliorer la mise en forme d'un autre article.
 (février 2024).
Le Design d’ethnofiction (Def) est une pratique issue de la recherche en design qui consiste à définir des usages à partir d’un terrain fictif, une société imaginaire, en convoquant l’enquête ethnographique. L’objectif est de faciliter une "manière de faire » du design en s'appropriant les outils conceptuels de l’ethnofiction afin de produire des objets libérés des récits marchands.

## Origine
Le Design d’ethnofiction est né dans le Laboratoire d’Ethnologie et de Sociologie Comparative (Lesc) dans le cadre d'un programme de recherche et d’enseignement mené par Armand Behar. En 2017, Baptiste Buob chercheur en anthropologie visuelle et directeur du laboratoire invite Amand Behar, artiste et chercheur en design au Centre de recherche en design (ENS Paris Saclay ENSCI Les Ateliers), à participer à un programme de recherche impliquant des étudiants en master. L’invitation fait suite à une Journée d’étude organisée à l’École Nationale Supérieure des Arts Décoratifs (Ensad) intitulée : Forme d’écriture et processus de création. Journée organisée par Francesca Cozzolino, au cours de laquelle Behar a présenté son travail Histoire d’une représentation. Histoire d’une représentation a servi de base au projet de recherche Ethno-fiction, fiction d’ethno développé avec les étudiants et chercheurs du Lesc. Projet au cours duquel le design d’ethnofiction a été défini. Plusieurs expériences en recherche ou dans le cadre d’enseignement à l’Ecole Normal Supérieure - Paris Saclay (Master recherche en design) et l’Ecole Nationale Supérieure de Création Industrielle - Les Ateliers (ENSCI) ont par la suite été menées permettant de préciser la démarche.
Le Design d’ethnofiction se situe dans le périmètre conceptuel de l’Anticipatory ethnography tel que définit par Lindley Joseph, Sharma Dhruv, Potts Robert Joseph dans « Anticipatory Ethnography: Design Fiction as an Input to Design Ethnography »et du Design fiction une méthode aujourd'hui très répandue dans le domaine de la prospective comme décrit dans The Manual of Design Fiction de Julian Bleecker, Nick Foster, Fabien Girardin & Nicolas Nova, The Near Future Laboratory, 2022 ou par Julian Bleecker : Design Fiction, A short essay on design, science, fact and fiction. Inspiré de l’ethnofiction, dont Robert Flaherty et Jean Rouch sont à l'origine, les méthodes du Def utilisent le récit pour créer des usages et des objets avec pour ambition de repenser les imaginaires associés aux objets de consommation comme évoqué dans l'article « Ce que le récit fait au design » de Behar Armand.  

## Caractéristiques de la méthode Def
Le Design d’ethnofiction en cinq étapes :
Première étape : constitution des équipes (minimum deux groupes). Les groupes travaillent séparément et dans le secret.
Deuxième étape : chaque groupe crée une société imaginaire par la production de matériel visuels (dessins, volumes, vidéo), écrits ou sonores.
Troisième étape : une brève séance collective de présentation des sociétés imaginaires permet à chaque participant de choisir la société correspondant le plus à ses centres d’intérêts et à sa démarche de designer.
Quatrième étape : Les participants « ethnologues » partent à la découverte des sociétés en interrogeant le groupe, « les informateurs », à l’origine de cette dernière ; c’est le temps de l'enquête ethnographique où toutes les informations sous forme de dessins, d’écrits ou de photos sont consignées dans un carnet : le carnet de terrain.
Cinquième étape : Le designer va s’inspirer de la vie décrite dans ce carnet pour imaginer des usages et objets adaptés à notre société , c’est le temps de l’expérimentation technique et du prototypage.

## Objets d'étude
La notion de fiction dans le design d’ethnofiction est un moyen de repenser les structures fondamentales du projet de design. Cette démarche considère la fiction comme un élément présent dans toutes les réalités du projet en design : de la conception à la fabrication. C’est un moyen de revisiter le statut des personnes impliquées dans le projet de design et leurs interactions, de repenser aussi la notion de terrain dans son rapport à la réalité en écho au travail de La Soudiere (de) Martin, dans « L’Inconfort du terrain », Terrain Anthropologie et sciences humaines, 1988, p. 94-105 et de redéfinir le statut des données produites lors de l'étude de terrain, un terrain  totalement inventé. 
Le design d’ethnofiction dans la continuité du design fiction et de l'anticipathory ethnography produit des objets diégètiques (carnets de terrain et prototypes) tel que définit par l'auteur de science-fiction Bruce Sterling. C’est-à-dire, non plus « un objet qui raconte une histoire mais un objet qui raconte un monde ».  
La notion de diégèse a été créée pour le cinéma par Anne et Étienne Sourriau puis « popularisée par l’usage extensif qu’en fit Gérard Genette en narratologie littéraire » comme le souligne Alain Boillat (2009) et étendu au design à travers la notion de prototype diégètique par Sterling dans un entretien pour Slate magazine en 2012. 
Ce qui permet de caractériser le Design d'ethnofiction, comme de l'ethnofiction tient en deux points : 
1. La création d'une société imaginaire où l’on retrouve toutes les caractéristiques d'une population ou d'un groupe d'individus  : son territoire, son organisation politique, économique, sociale, religieuse (ses croyances) ou familiale (système de parentalité), ses modes de communications (ses langages), ses pratiques alimentaires, vestimentaires,… comprenant tous les détails du quotidien des individus dans tous les domaines de la vie sociale, comme dans le Journal d'un SDF, Ethnofiction[10] de Marc Augé.
2. La mobilisation de méthodes issues de l’enquête ethnographique, utilisées pour l’étude des sociétés humaines et adaptées à un terrain fictif incluant : observation participante, techniques d'entretiens, journal d’enquête, recueil de témoignages, technique d'immersion ; en tenant compte des travaux menées en design d’ethnography[11] notamment par Francis Müller.